# ایسمتا کرواواچ
ایسمتا درووز کرواواچ 
(به بوسنیایی: Ismeta Dervoz)، بانوی اول رادیو تلویزیون سابق سارایوو در اواخر دهه ۱۹۸۰ و ۱۹۷۰، تهیه‌کننده جشنواره و تلویزیون، مجری تلویزیون و نخستین خواننده موسیقی پاپ در بوسنی و هرزگوین است. او بیشتر به عنوان خواننده گروه پاپ راک سابق سارایوو آمباسادوری شناخته می‌شود و در حال حاضر در سارایوو زندگی می‌کند. او قبل از بازنشستگی، نماینده مجلس بوسنی و هرزگوین بود.

## زندگی‌نامه
او در ۱۸ ژانویه ۱۹۵۴در سارایوو به دنیا آمد. پس از تحصیلات ابتدایی و دبیرستان از مدرسه عالی اقتصادی و بازرگانی فارغ‌التحصیل شد. او به‌طور فعال انگلیسی و تا حدی فرانسوی، روسی و ایتالیایی صحبت می‌کند.
از سال ۱۹۶۸ خوانندگی را به عنوان عضوی از گروه پاپ راک کدکسی آغاز کرد که همراه با گوران برگوویچ و ژلیکو ببک به اجرای برنامه پرداخت.
وی چندین جوایز ار جشنواره‌های مختلف در یوگسلاوی و همچنین دو اجرا در مسابقه آواز یوروویژن در سال ۱۹۷۶ با این دوره مرتبط است. (با آهنگ «نمیتونم دردم رو پنهان کنم») و در سال ۱۹۸۱. (به عنوان صدای مکمل وایت در آهنگ "لژلا"، همراه با ند اوکرادن و جادرانکا استجاکوویچ). همچنین جوایز اجتماعی برای مشارکت در اقدامات بشردوستانه، اجرای کنسرت در داخل و خارج از کشورو نمایش‌های تلویزیونی وجود دارد. نسل‌ها برخی از آهنگ‌های سفیر را به یاد می‌آورند ("زملجو موجا"، "نمی‌توانم دردم را پنهان کنم"، "جایی روی فلان دریا).